# Biatlon na Zimních olympijských hrách 2022 – závod s hromadným startem ženy
Ženský biatlonový závod s hromadným startem na 12,5 km na Zimních olympijských hrách 2022 v čínském Pekingu se konal v Čang-ťia-kchou běžeckém a biatlonovém centru 18. února 2022 jako závěrečný ženský závod pekingské olympiády.
Zlatou medaili z předcházejících olympijských her získala Slovenka Anastasia Kuzminová, která v roce 2019 ukončila kariéru. Úřadující mistryní světa z této disciplíny byla Lisa Hauserová, která dojela jedenáctá.
Vítězkou se stala Francouzka Justine Braisazová-Bouchetová, která získala svoji vůbec první zlatou medaili z olympijských her a světových šampionátu. Druhé místo obsadila Norka Tiril Eckhoffová, která zkompletovala pekingskou sadu cenných kovů, když navázala na zlato ze smíšených štafet, a bronz ze stíhacího závodu. Třetí dojela její krajanka Marte Olsbuová Røiselandová, jež se pátou medailí ze sedmi závodů stala nejúspěšnější biatlonistkou her.

## Program
| Datum          | Zahájení (UTC+8) | Zahájení (SEČ) | Fáze závodu |
| -------------- | ---------------- | -------------- | ----------- |
| 18. února 2022 | 15:00            | 8:00           | Finále      |

Závod se původně mel jet 19. února v 10:00 hod. středoevropského času, ale z důvodu očekávaného nepříznivého počasí se přesunul o den dříve.

## Průběh závodu
Do závodu se automaticky kvalifikovaly všechny medailistky individuálních závodů z těchto her a závodnice, které v byly v  posledním hodnocení světového poháru klasifikovány do 15. místa. Zbytek míst obsadily závodnice, které dosáhly v uplynulých závodech na pekingských hrách nejvíce bodů.
I přes přesunutí závodu pro obavy ze silného větru neprobíhal závod v ideálních střeleckých podmínkách, když žádné ze závodnic nezvládla sestřelit všechny terče – nejméně chyb zaznamenala Ukrajinka Julija Džymová. Po první střelbě se do čela závodu dostala skupinka šesti bezchybně a rychle střílejících biatlonistek, které vedly Norky Tiril Eckhoffová a Marte Olsbuová Røiselandová. Když zastřílely bezchybně i druhou položku vleže, odjížděly s náskokem před Francouzkou Julií Simonovou a dalšími třemi pronásledovatelkami, k nimž se přiřadila i Markéta Davidová. Pro vývoj závodu byla rozhodující první střelba vstoje: vítr výrazně zesílil a první dvě Norky dlouho odkládaly první střelu, když na této položce strávily každá více než minutu. K tomu obě nezasáhly dva terče, ale i ostatní biatlonistky chybovaly. Jedinou výjimkou v celém startovním poli byla Francouzka Justine Braisazová-Bouchetová, která odjížděla do posledního kola na prvním místě společně s Røiselandovou. Davidová zvládla obtížné podmínky s jednou chybou a zařadila se na čtvrtou pozici, dvě vteřiny za Švédku Elvirou Öbergovou. K poslední střelbě přijížděla Francouzka se čtvrtminutovým náskokem před čtveřicí Røiselandová, Eckhoffová, Davidová a Öbergová. Braisazová-Bouchetová minula jeden terč, zatímco obě Norky s Češkou dva a Švédka tři, a tak vyjížděla do posledního okruhu s náskokem téměř 50 vteřin před Eckhoffovou a Røiselandovou; pět vteřin za nimi jela Davidová. Eckhoffová brzy Røiselandové odjela, ale Davidová již nedokázala zrychlit a biatlonistky proto v tomto pořadí dojely do cíle. „Mrzí mě to, zase mi to uteklo o jednu o ránu,“ litovala po dojezdu do cíle. „Snažila jsem se, nevypustila jsem nic do posledního metru, protože tady na těch tratích se může stát cokoli. Ale holky byly lepší.“ Přesto se jednalo o její vůbec nejlepší kariérní výsledky z olympijských závodů a druhý nejlepší v probíhající sezóně světového poháru. 
Druhá česká reprezentantka Lucie Charvátová udělala celkem pět chyb, pomalu běžela a dojela na 28. místě.

## Výsledky
| Pořadí                                | Č. | Závodnice                     | Stát                   | Čas     | Střelba (L+L+S+S) | Ztráta  |
| ------------------------------------- | -- | ----------------------------- | ---------------------- | ------- | ----------------- | ------- |
| 1                                     | 10 | Justine Braisazová-Bouchetová | Francie                | 40:18,0 | 4 (2+1+0+1)       |         |
| 2                                     | 6  | Tiril Eckhoffová              | Norsko                 | 40:33,3 | 4 (0+0+2+2)       | +15,3   |
| 3                                     | 2  | Marte Olsbuová Røiselandová   | Norsko                 | 40:52,9 | 4 (0+0+2+2)       | +34,9   |
| 4.                                    | 13 | Markéta Davidová              | Česko                  | 41:11,4 | 4 (1+0+1+2)       | +53,4   |
| 5.                                    | 15 | Kristina Rezcovová            | Sportovci ROV          | 41:29,0 | 6 (2+1+1+2)       | +1:11,0 |
| 6.                                    | 14 | Julia Simonová                | Francie                | 41:40,6 | 6 (0+1+3+2)       | +1:22,6 |
| 7.                                    | 19 | Julija Džymová                | Ukrajina               | 41:43,7 | 3 (1+0+2+0)       | +1:25,7 |
| 8.                                    | 25 | Franziska Preussová           | Německo                | 41:44,4 | 4 (1+1+1+1)       | +1:26,4 |
| 9.                                    | 4  | Elvira Öbergová               | Švédsko                | 41:55,7 | 4 (1+0+0+3)       | +1:37,7 |
| 10.                                   | 11 | Hanna Solová                  | Bělorusko              | 41:57,2 | 8 (2+2+1+3)       | +1:39,2 |
| 11.                                   | 8  | Lisa Theresa Hauserová        | Rakousko               | 42:07,6 | 4 (0+1+1+2)       | +1:49,6 |
| 12.                                   | 7  | Dzinara Alimbekavová          | Bělorusko              | 42:19,2 | 6 (1+1+2+2)       | +2:01,2 |
| 13.                                   | 1  | Denise Herrmannová            | Německo                | 42:27,1 | 5 (1+1+1+2)       | +2:09,1 |
| 14.                                   | 24 | Katharina Innerhoferová       | Rakousko               | 42:42,7 | 6 (1+0+2+3)       | +2:24,7 |
| 15.                                   | 27 | Vanessa Hinzová               | Německo                | 43:12,2 | 4 (0+0+2+2)       | +2:54,2 |
| 16.                                   | 26 | Lena Häckiová                 | Švýcarsko              | 43:14,2 | 9 (0+3+3+3)       | +2:56,2 |
| 17.                                   | 23 | Uljana Nigmatullinová         | Sportovci ROV          | 43:14,3 | 6 (2+1+3+0)       | +2:56,3 |
| 18.                                   | 17 | Vanessa Voigtová              | Německo                | 43:22,7 | 6 (1+2+2+1)       | +3:04,7 |
| 19.                                   | 3  | Anaïs Chevalierová-Bouchetová | Francie                | 43:29,7 | 5 (2+0+2+1)       | +3:11,7 |
| 20.                                   | 30 | Irina Kazakevičová            | Sportovci ROV          | 43:34,6 | 7 (1+3+2+1)       | +3:16,6 |
| 21.                                   | 16 | Mona Brorssonová              | Švédsko                | 43:37,4 | 6 (2+1+2+1)       | +3:19,4 |
| 22.                                   | 5  | Dorothea Wiererová            | Itálie                 | 43:41,0 | 8 (2+2+2+2)       | +3:23,0 |
| 23.                                   | 29 | Deedra Irwinová               | Spojené státy americké | 43:42,1 | 6 (1+3+1+1)       | +3:24,1 |
| 24.                                   | 18 | Linn Perssonová               | Švédsko                | 43:46,6 | 8 (0+2+3+3)       | +3:28,6 |
| 25.                                   | 9  | Hanna Öbergová                | Švédsko                | 44:03,2 | 7 (0+3+1+3)       | +3:45,2 |
| 26.                                   | 22 | Paulína Fialková              | Slovensko              | 44:04,8 | 8 (0+3+1+4)       | +3:46,8 |
| 27.                                   | 20 | Monika Hojniszová-Staręgová   | Polsko                 | 44:06,6 | 8 (2+3+1+2)       | +3:48,6 |
| 28.                                   | 28 | Lucie Charvátová              | Česko                  | 44:28,7 | 5 (0+2+2+1)       | +4:10,7 |
| 29.                                   | 12 | Anaïs Bescondová              | Francie                | 46:02,3 | 10 (0+2+3+5)      | +5:44,3 |
| 30.                                   | 21 | Alina Stremousová             | Moldavsko              | 47:30,0 | 9 (1+2+3+3)       | +7:12,0 |
| zdroj: Č. – startovní číslo závodnice |    |                               |                        |         |                   |         |